# بارباريسكو (بيدمونت)
بارباريسكو هيبلدية (كوميون) في مقاطعة كونيو في منطقة بيدمونت الإيطالية، وتقع على بعد حوالي 50 كيلومتر (31 ميل) جنوب شرق تورينو وحوالي 60 كيلومتر (37 ميل) شمال شرق كونيو. في 31 ديسمبر 2004، كان عدد سكانها 656 نسمة ومساحتها 7.6 كيلومتر مربع (2.9 ميل2).  تشتهر البلدية بشكل أساسي ببرجها المتماثل الذي يعود إلى العصور الوسطى، وقد شيّد بين القرنين الثاني عشر والرابع عشر، كما تشتهر بإنتاج النبيذ الذي يحمل نفس اسمها.

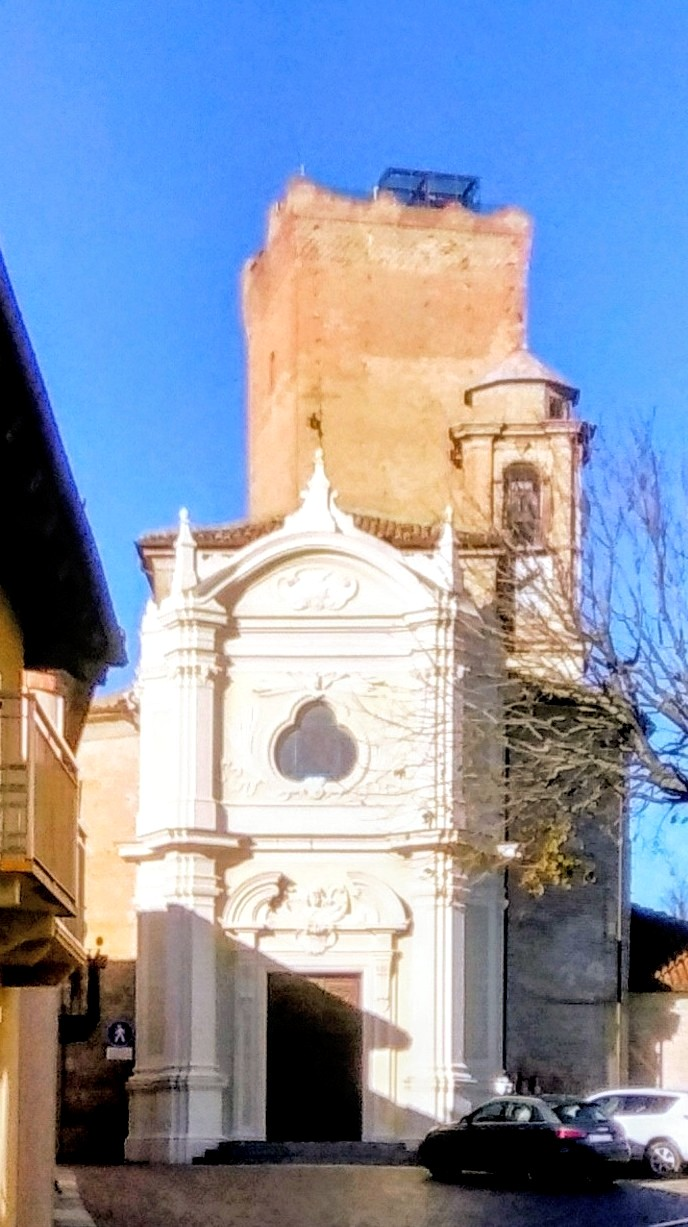
برج باربيسكو الذي يعود للقرون الوسطى، كنيسة القديس يوحنا المعمدان تحيط بالبرج الذي يعود تاريخه إلى القرن الثامن عشر

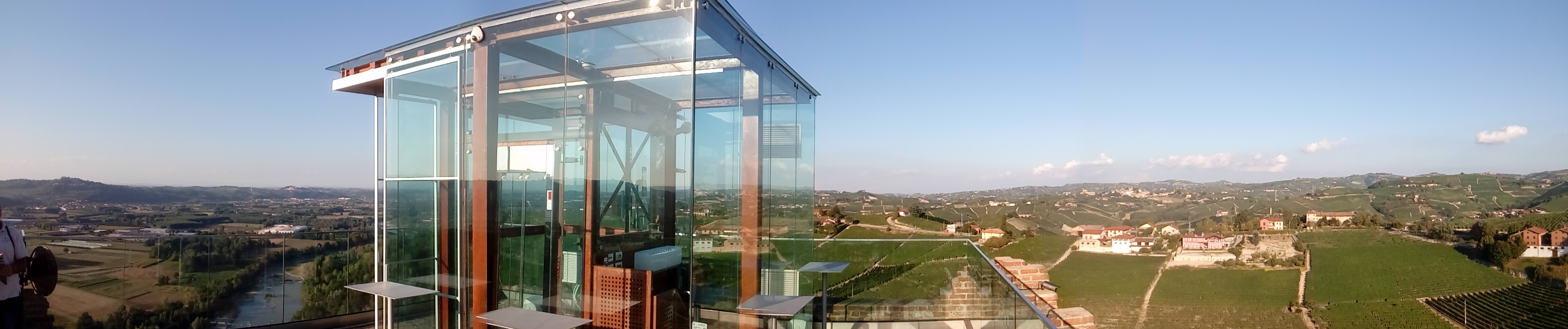
بارباريسكو، إطلالة بانورامية على لانجي ورويرو من البرج

تقع بارباريسكو على حدود البلديات التالية: ألبا، وكاستاغنيتو، وغواريني، ونيفي، وتريسو.

## روابط خارجية
- www.comune.barbaresco.cn.it/